# Joana Prado
Joana Prado Belfort (São Paulo, 22 giugno 1976) è un'imprenditrice ed ex modella brasiliana-statunitense, fondatrice nel 2014 a Rio de Janeiro della Belfort Gym (i clienti vi praticano vari tipi di attività come CrossFit, arti marziali, spinning, Pilates) e in seguito, nel 2017, in Florida, a Coconut Creek, di una nuova palestra, la Belfort Fitness Lifestyle.
Prado detiene la doppia cittadinanza brasiliana e statunitense.

## Biografia
Prado è nata a São Paulo, figlia dell'ingegnere Jair Prado e di Mercedes Prado e sorella di Tiago Prado.Mentre stava studiando al college amministrazione e commercio estero,  ha fatto la modella ed è apparsa nelle pubblicità 775, Sexy Machine e M.Officer.

## Vita privata
Prado vive in Florida con suo marito Vitor Belfort e tre figli. Gestisce la carriera del maritoin collaborazione con il loro team e gli avvocati. Si occupa anche delle aziende di famiglia, comprese le partecipazioni immobiliari e le palestre in Brasile e negli Stati Uniti.